# Kimberleyduva
Kimberleyduva (Petrophassa albipennis) är en fågel i familjen duvor inom ordningen duvfåglar.

## Utseende och läte
Kimberleyduvan är en stor rostbryn duva med svagt ljusa fläckar i fjäderdräkten. I flykten syns en vit vingpanel. 

## Utbredning och systematik
Kimberleyduva förekommer i Australien och delas in i två underarter:
- P. a. albipennis – nordöstra Western Australia och norra Northern Territory
- P. a. boothi – norra Northern Territory (Stokes Range till övre Baines River)

## Levnadssätt
Kimberleyduva är begränsad till områden med sandsten. Den tar ofta vila på högt belägna klippor eller överst på sandstenshögar. Tidiga morgnar och kvällar kommer den ner till marken. I flykten hörs vingarna smattra.

## Status
Trots det begränsade utbredningsområdet och det faktum att den minskar i antal anses beståndet vara livskraftigt av internationella naturvårdsunionen IUCN. 

## Namn
Kimberley är en region i norra Western Australia. På svenska har den även kallats vitspolig bergsduva.